# André Mouézy-Éon
André Mouézy-Éon, född 9 juni 1880 i Nantes och död 23 oktober 1967 i Paris, var en fransk författare, bland annat av manus och dramer.